# Capmany
Capmany est une commune d'Espagne dans la communauté autonome de Catalogne, province de Gérone, de la comarque d'Alt Empordà

## Géographie
Elle est limitrophe de commune de La Jonquera, non loin de la frontière française. Elle se situe également à 15 kilomètres de Figueres.

## Démographie
| Entitat de població     | Hab. |
| ----------------------- | ---- |
| Bosquerós               |      |
| Capmany                 | 467  |
| Mare de Déu de la Mercè | 5    |
| Vall, la                | 30   |
| Verneda, la             | 4    |
|                         |      |

| 1497 f | 1515 f | 1553 f | 1717 | 1787 | 1857 | 1877  | 1887 | 1900 |
| ------ | ------ | ------ | ---- | ---- | ---- | ----- | ---- | ---- |
| 31     | 38     | 35     | 197  | 251  | 876  | 1.032 | 910  | 813  |

| 1910 | 1920 | 1930 | 1940 | 1950 | 1960 | 1970 | 1981 | 1990 |
| ---- | ---- | ---- | ---- | ---- | ---- | ---- | ---- | ---- |
| 814  | 791  | 710  | 702  | 671  | 711  | 590  | 503  | 442  |

| 1992 | 1994 | 1996 | 1998 | 2000 | 2002 | 2004 | 2006 | 2008 |
| ---- | ---- | ---- | ---- | ---- | ---- | ---- | ---- | ---- |
| 400  | 396  | 394  | 397  | 409  | 493  | 485  | 494  | 560  |

| 2009 | 2010 | 2011 | 2012 | 2013 | 2014 | 2015 | 2016 | 2017 |
| ---- | ---- | ---- | ---- | ---- | ---- | ---- | ---- | ---- |
| 593  | –    | –    | –    | –    | –    | –    | –    | –    |

## Photos

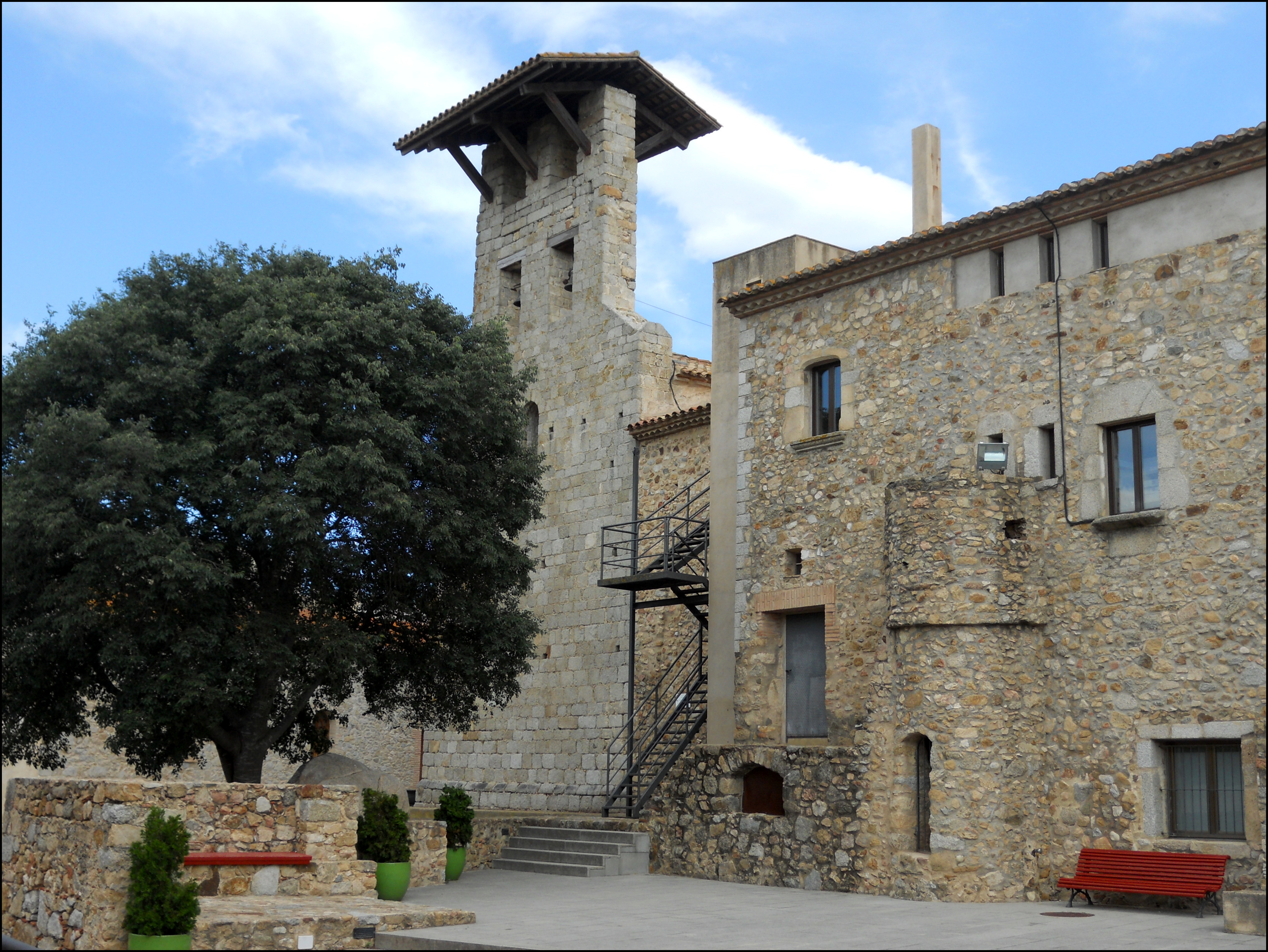
Place de l'église
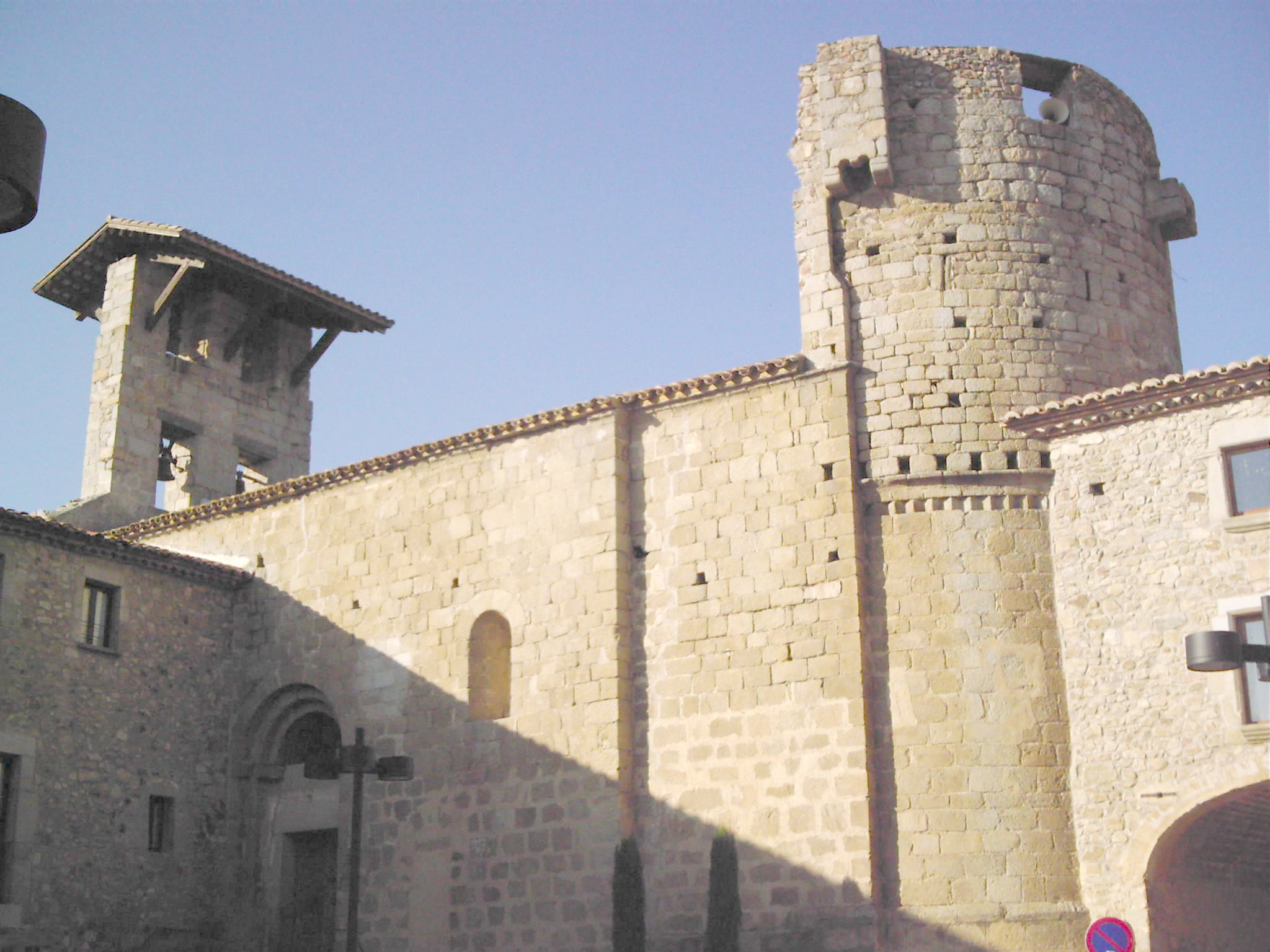
Église sta Agata de Capmany
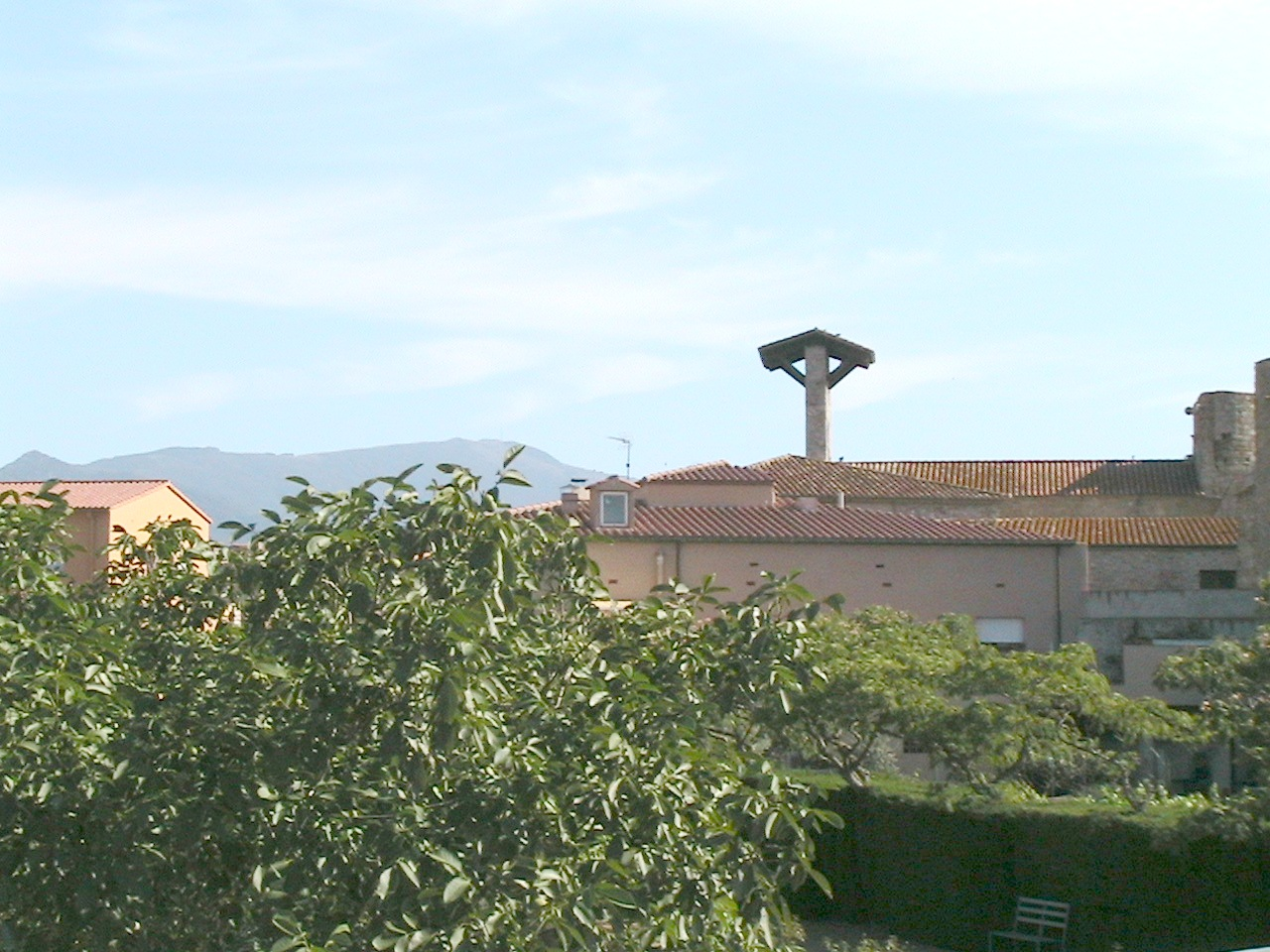
Église Santa Àgata à Capmany, vue depuis la route 602